# Paullinia manarae
Paullinia manarae är en kinesträdsväxtart som beskrevs av Julian Alfred Steyermark. Paullinia manarae ingår i släktet Paullinia och familjen kinesträdsväxter. Inga underarter finns listade i Catalogue of Life.